# Эксперименты Тэшфела
Эксперименты Тэшфела — социально-психологические эксперименты, проведенные в 60—70-е годы XX века британскими социальными психологами во главе с Анри Тэшфелом, автором теории социальной идентичности, которая развилась из сформулированной этим же автором минимальной групповой парадигмы.
Ученые в противовес теории реального конфликта Музафера Шерифа ставили целью показать, что несовместимые групповые цели не являются обязательным условием для возникновения межгрупповой конкуренции и враждебности. Критика теории реального конфликта состояла в том, что Шериф ограничивался лишь анализом непосредственно наблюдаемого взаимодействия при объяснении причин конфликта, не уделяя внимания чисто психологическим характеристикам — когнитивным и эмоциональным процессам, регулирующим различные аспекты этого взаимодействия. Тешфел и его коллеги считали, что лишь осознание принадлежности к группе, то есть социальная идентичность и связанные с ней когнитивные и перцептивные процессы, может оказаться достаточным основанием для возникновения межгруппового конфликта.

## Контроль побочных переменных
Все эксперименты были тождественны в главном — в тщательном исключении из экспериментальной ситуации всех возможных факторов, которые обычно интерпретируются в качестве причин межгрупповой дискриминации (межличностное взаимодействие между испытуемыми, конфликты целей и интересов между ними, предыдущая враждебность и предвзятость). Испытуемые — английские школьники из одной школы, которые ранее не взаимодействовали в рамках предлагаемых заданий ни в группе, ни на межгрупповом уровне.

## Первый этап
Испытуемые случайным образом классифицировались как члены различных групп на основе совершенно незначимых и искусственных критериев таких, как предпочтение одного из художников-абстракционистов, тенденция к переоценке или недооценке количества точек за короткое время предъявления на тахистоскопе, предпочтение острых или тупых углов и т. п. Таким образом, единственный фактор — это факт группового членства, которое было предельно незначимым, эфемерным и, по определению самого автора, «минимальным».

## Второй этап
На втором этапе после разделения на группы испытуемые в индивидуальном порядке должны были распределить плату за участие в эксперименте: каждый испытуемый должен был решить, какую сумму денег получат два других участника эксперимента, о которых была известна только их принадлежность к одной из групп — «своей» или «чужой». Присуждение той или иной суммы осуществлялось с помощью специально сконструированных матриц, которые позволяли сравнить и количественно оценить различные стратегии: например, стремление испытуемых к справедливому распределению, стремление к максимально возможной сумме для «своего» участника или для обоих участников.

## Результаты
Наиболее типичной оказалась стратегия максимизировать различия между суммами, отдаваемыми членам «своей» и «чужой» группы, в пользу первой. Удивителен факт, что именно эта стратегия установления различия между группами оказалась более популярной, чем, например, присуждение максимально возможной суммы для «своих».

## Выводы
Испытуемые были готовы платить ценой материальных потерь ради поддержания позитивной социальной идентичности. Эти данные привели Тэшфела к выводу о том, что сама социальная категоризация достаточна для межгрупповой дискриминации, а враждебность по отношению к чужой группе неизбежна..